# 白馬西路河
白馬西路河发源于西藏自治区林芝市墨脱县境内的多雄拉山，源头称多雄河，南流纳右岸比西日河和丹戈眷河后称白马西路河，于背崩乡波东村解放大桥附近注入雅鲁藏布江。河长约38千米，流域面积约769平方千米，流域多年平均年降水量约4100毫米，流域多年平均年径流量约24.6亿立方米。